# Takifugu exascurus
Takifugu exascurus är en fiskart som först beskrevs av Jordan och John Otterbein Snyder 1901.  Takifugu exascurus ingår i släktet Takifugu och familjen blåsfiskar. Inga underarter finns listade i Catalogue of Life.